# زابل قلعة (قرة باشلو)
قلعة زابل (بالفارسية: زابل قلعه) هي قرية تقع في إيران في خراسان رضوي. يقدر عدد سكانها بـ 60 نسمة .